# イブン・ハジャル・アスカラーニー
イブン・ハジャル・アスカラーニー（Ibn Ḥajar al-ʿAsqalānī, 全名：Shihābud-Dīn Abul-Faḍl Aḥmad ibn Nūrud-Dīn ʿAlī ibn Muḥammad ibn Ḥajar al-ʿAsqalānī al-Kināni, 1372年2月18日 - 1449年2月2日〈ヒジュラ暦773年 - 852年〉） は、ムスリムのウラマー、ハディース伝承者（ムハッディス）。ハディース学（伝承学）の体系化に生涯を捧げた。著作は、ハディース学、歴史学、伝記（イルム・リジャール）、聖典解釈学（タフスィール）、詩学、法学の分野の150タイトルに及び、ブハーリーの『真正集』に対する注釈書『ファトフル・バーリー』が最も重要な著作とされる。

## 情報源
イブン・ハジャル・アスカラーニーの伝記的情報の情報源については、シャムスッディーン・サハーウィー（d. 1497）の Al-Jawahir wa al-Durar fi Tarjamat Shaykh al-Islam Ibn Hajar（シャイフル・イスラーム・イブン・ハジャル師の解説における宝石と真珠の書）という、イブン・ハジャルより少し後の時代のエジプトの学者の著作が、内容豊富で包括的であると評されている。次節の記載内容のほとんどが当該 Jawahir の記載に基づいている。

## 生涯
1372年にフスタートで生まれる。父はシャーフィイー派のウラマーで詩人のヌールッディーン・アリーである。父方の家系はもともとアスカラーン（アシュケロン）からアレクサンドリアに移住した一族であり、父の代からアレクサンドリアからフスタートへ移住した。イブン・ハジャルの両親は二人ともイブン・ハジャルが幼いころに亡くなり、イブン・ハジャルと妹のスィット・ラクブ Sitt ar-Rakb は父の一人目の妻の兄弟であるザキーッディーン・ハッルービー Zaki ad-Din al-Kharrubi の後見に託された。イブン・ハジャルは5歳のころからクルアーンの暗唱を始めたが、その手ほどきをしたのはハッルービーである。イブン・ハジャルは非常に優秀で、マルヤム章を1日で暗記し、9歳でクルアーン全章を暗唱できるようになったという。
12歳のときにハッルービーに連れられてメッカ巡礼を果たした。イブン・ハジャルはこの時すでに、ラマダーン月のタラーウィーフ礼拝の導師を務めても問題ないと思われていた。1386年に後見人のハッルービーが亡くなると、エジプトのムハッディス、シャムスッディーン・イブン・カッターン Shams al-Dīn ibn al-Qattān にイブン・ハジャルの教育が任された。イブン・カッターンの後見によりイブン・ハジャルは、スィラージュッディーン・ブルキーニー Sirajud-Din al-Bulqini (d. 1404) とイブン・ムラッキン Ibn al-Mulaqqin (d. 1402) にシャーフィイー派法学（フィクフ）を、アブドゥッラヒーム・ブン・フサイン・イラーキー 'Abdur-Rahim ibn al-Husain al-'Iraqi (d. 1404) にハディースを学んだ。また、ダマスクスやエルサレムに遊学し、それらの町で、シャムスッディーン・カルカシャンディー Shamsud-Din al-Qalqashandi (d. 1407)、バドルッディーン・ バリースィー Badrud-Din al-Balisi (d. 1401)、ファーティマ・ビント・マンジャー・タヌーヒーヤ Fatima bint al-Manja at-Tanukhiyya (d. 1401) といった人々に諸学を学んだ。イブン・ハジャルは、メッカ、メディーナ、イエメンを訪れた後、エジプトに戻った。スユーティーによると、「イブン・ハジャルはザハビーに負けないくらい記憶力がよくなるように、ザムザムの井戸の水を飲み続けたところ、ついにはザハビーよりも記憶力がよくなったと言われている」という。
イブン・ハジャルは1397年、25歳のときに当時高名なムハッディサであったウンス・ハートゥーン Uns Khatun と結婚した。ウンス・ハートゥーンはアブドゥッラヒーム・イラーキーから修了証明（イジャーザ）を受け、他のウラマーを相手に公開講義を催したほどの学識ある女性である。前出のサハーウィーも彼女の講義を聴いた学生の一人である。
イブン・ハジャルは、その生涯において何度か、エジプトの裁判官（カーディー）の長（カーディル・クダート）に選ばれることとなった。
イブン・ハジャルは、ヒジュラ暦852年ズルヒッジャ月8日のイシャーゥ礼拝の時間の後に亡くなった（1449年2月2日）。79歳だった。カイロで行われた葬儀には5万人もの人が参列した。参列者にはマムルーク・スルターンのサイフッディーン・ジャクマク (1373–1453 CE) や、カイロ・カリフのムスタクフィー2世 (r. 1441–1451 CE) もいた。

## 著作

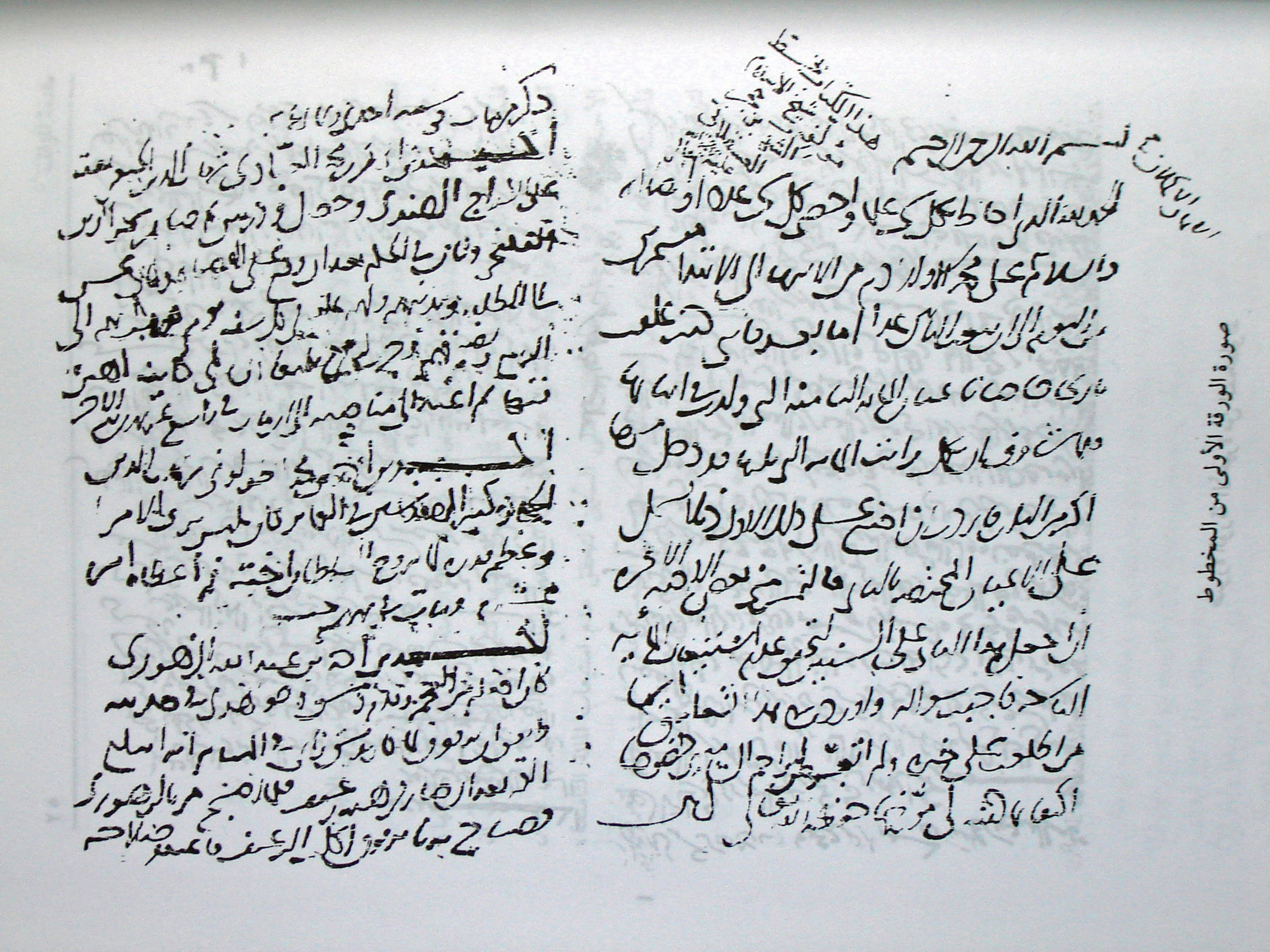
al-Durar al-Kāminah の自筆稿。アズハル図書館所蔵。

150点ほどの著作がある。分野は、ハディース学、ハディース分類学（ムスタラフ・ハディース）、伝記（イルム・リジャール）、歴史、聖典解釈学（タフスィール）、詩学、シャーフィイー派の法学などである。
- Fath al-Bari – ブハーリーの『真正集』Jami` al-Sahih (817/1414) への注釈書。イブン・ラジャブが1390年代に書き始めた未完のプロジェクトを引き継いで完成させたもの。カイロにおける初版発行 (Rajab 842 AH / December 1428 CE) は大いに祝賀された。祝賀会は歴史家のイブン・イヤース Ibn Iyaas (d.930 AH) が「同時代最大の偉業」と書き記し、エジプトの高位高官が多く参列した。集まった群衆を前にイブン・ハジャル自身が注釈書を読み上げたのち、詩人が称賛詩を献じ、金が配られた。
- al-Isaba fi tamyiz al-Sahaba – 教友（サハーバ）に関する浩瀚な列伝。
- al-Durar al-Kāminah – 8世紀の代表的な人物に関する列伝。
- Tahdhib al-Tahdhib – ユースフ・ブン・アブドゥッラフマーン・ミッズィーが伝えた預言者のハディースを集めた本 Tahdhib al-Kamal の抜粋書。
- Taqrib al-Tahdhib – 上記 Tahthib al-Tahthib の簡約版。
- Ta'jil al-Manfa'ah – at-Tahthib には紹介されていない四代法学祖にイスナードを提供したムスナドの伝記。(biographies of the narrators of the Musnads of the four Imams, not found in at-Tahthib.)
- Bulugh al-Maram min adillat al-ahkam – シャーフィイー派の法学において使われるハディースに関する著作。
- Nata'ij al-Afkar fi Takhrij Ahadith al-Adhkar
- Lisan al-Mizan – ザハビーの Mizan al-'Itidal の改定。自分の初期の著作の改定でもある[4]。
- Talkhis al-Habir fi Takhrij al-Rafi`i al-Kabir
- al-Diraya fi Takhrij Ahadith al-Hidaya
- Taghliq al-Ta`liq `ala Sahih al-Bukhari
- Risala Tadhkirat al-Athar
- al-Matalib al-`Aliya bi Zawa'id al-Masanid al-Thamaniya
- Nukhbat al-Fikar これは Nuzhah al-Nathr というハディース分類学の著作に対する自注である。
- al-Nukat ala Kitab ibn al-Salah – 13世紀のイブン・サラーフの Muqaddimah という著作に対する注釈書。
- al-Qawl al-Musaddad fi Musnad Ahmad アフマド・ブン・ハンバルのムスナドの正統性を疑う議論に対する考察。
- Silsilat al-Dhahab
- Ta`rif Ahl al-Taqdis bi Maratib al-Mawsufin bi al-Tadlis
- Raf' al-isr 'an qudat Misr – エジプトの歴代カーディーの伝記。部分的にフランス語訳が存在する（Mathieu Tillier, Vie des cadis de Misr. Cairo: Institut français d'archéologie orientale, 2002.）